# Phreatia pleistantha
Phreatia pleistantha är en orkidéart som beskrevs av Rudolf Schlechter. Phreatia pleistantha ingår i släktet Phreatia och familjen orkidéer. Inga underarter finns listade i Catalogue of Life.